# 32-es villamos (Budapest)
A budapesti 32-es jelzésű villamos a Boráros tér és Pesterzsébet, Szabó-telep között közlekedett. A járatot a Fővárosi Villamosvasút üzemeltette.

## Története
1910-ben indult a 32-es villamosjárat Ferenc körút és a Mester utca sarkától az erzsébetfalvai Piac térig (napjainkban Szent Erzsébet tér). A 32-es villamos lényegében azonos útvonalon közlekedett a 30-assal, de a 32-es a Baross utca helyett a Vezér utcából (napjainkban Jókai Mór utca) érkezett Erzsébetfalvára. Akkoriban bal oldali közlekedés volt érvényben Magyarországon, ezért az erzsébetfalvi villamosok a maival ellentétes irányban közlekedtek. A 32-es útvonala Erzsébetfalván (mai utcanevekkel) a Jókai Mór utca – Nagysándor József utca – Török Flóris utca, a 30-asé pedig a Baross utca – Nagysándor J. u. – Török F. utca volt.
1936. október 26-ától útvonaluk módosult, a Mester utca helyett a Soroksári úton közlekedtek az új Boráros téri végállomásra. A 32-es villamos 1944. szeptember 27-én még szállított utasokat, a vonal leállásának időpontjáról nincs adat. 1945. április 30-án indult újra, majd július 5-étől ismét a Soroksári úton járt a Mester utca helyett. 1950. augusztus 19-én pesterzsébeti végállomását a Szabótelepre helyezték át. 1951. április 30-án elindult a 32A betétjárat a csepeli gyorsvasút megnyitásához kapcsolodó felszíni forgalmi változások következtében a Közvágóhíd és a Szabótelep között, de csak 1952. február 23-ig közlekedett. 1962. július 2-án megszűnt a 32-es villamos.

## Megállóhelyei
| 0  | Boráros tér végállomás               | 15 | Csepeli gyorsvasút 2, 4, 6, 22, 31, 46, 66 12, 15, 23, 54, 54Y, GY6, GY7 |
| 1  | Hámán Kató utca                      | 14 | 22, 24, 31 23, 33, 54, 54Y                                               |
| 2  | Vágóhíd utca                         | 13 | 22, 24, 31                                                               |
| 3  | Közvágóhíd (↓) Soroksári út (↑)      | 12 | Ráckevei HÉV 22, 23, 24, 31 23, 54, 54Y                                  |
| 4  | Gubacsi út                           | 11 | 31 23, 30 (Dobozgyár)                                                    |
| 5  | Sertésvágóhíd                        | 10 | 30, 31                                                                   |
| 6  | Kén utca                             | 9  | 30, 31                                                                   |
| 7  | Illatos út                           | 8  | 30, 31 54, 54Y                                                           |
| 8  | Timót utca                           | 7  | 30, 31                                                                   |
| 9  | Lámpagyár                            | 6  | 30, 31                                                                   |
| 10 | Határ út (↓) Gubacsi utca (↑)        | 5  | 30, 31 Pesterzsébet–Csepel HÉV, Pesterzsébet–Soroksár HÉV                |
| 11 | Hajnal utca                          | ∫  |                                                                          |
| 12 | Felszabadulás tér                    | ∫  | 30, 31 (az Ady Endre utcában)                                            |
| 13 | Kossuth Lajos utca                   | ∫  | 30, 31 (az Ady Endre utcában) 23, 48, 59                                 |
| 14 | Nagy Sándor utca                     | ∫  | 30, 31 (az Ady Endre utcában) 51, 59                                     |
| 15 | Ősz utca                             | ∫  |                                                                          |
| 16 | Vécsey utca                          | ∫  |                                                                          |
| ∫  | Ősz utca                             | 4  |                                                                          |
| ∫  | Határ út                             | 3  |                                                                          |
| ∫  | Thököly utca                         | 2  |                                                                          |
| ∫  | Kossuth Lajos utca                   | 1  | 23, 48                                                                   |
| 17 | Pesterzsébet, Szabó-telep végállomás | 0  | 23, 51                                                                   |